# Општина Бузоешти (Арђеш)
Бузоешти (рум. Buzoeşti) општина је у Румунији у округу Арђеш.
Oпштина се налази на надморској висини од 209 m.